# Château d'Arenthon
Ne doit pas être confondu avec le Château d'Alex, dit d'Arenthon (Alex).
Le château d'Arenthon, dit aussi château de Sonnaz, est un château bâti en 1628, centre de la seigneurie d'Arenthon, qui se dresse sur la commune d'Arenthon dans le département de la Haute-Savoie, en région Auvergne-Rhône-Alpes. Il a remplacé un antique château fort, probablement du XIIIe siècle, dont il ne subsiste que quelques rares vestiges.

## Situation
Le château d'Arenthon est situé dans le département français de la Haute-Savoie sur la commune d'Arenthon, au sud-ouest du chef-lieu. Il se situe entre Reignier et Bonneville. Château de plaine, il s'agit d'une « habitation spacieuse et confortable et non d'une maison-forte ».

## Historique

### Origines
La seigneurie d'Arenthon, dans l'état actuel de nos connaissances, semble être la possession à l'origine de la maison de Faucigny-Lucinge. La famille d'Arenthon pourrait descendre de cette dernière,. Au XVe siècle, elle prend, à la suite du mariage de Pierre d'Arenthon avec Marguerite d'Alex, dernière héritière de cette lignée, le nom d'Arenthon d'Alex.
Le 8 mars 1276, dans une transaction entre la Grande dauphine Béatrix de Faucigny, Guillaume de Lucinge est dit « ancien sénéchal de Faucigny et seigneur d'Arenthon ». Les Lucinges « reconnaissent tenir toutes leurs possession à Lucinge, à Arenthon, et dans toute la baronnie de Faucigny » de la Dame de Faucigny.
Dans un acte du 30 mai 1306, les fils du chevalier Aimon de Lucinge se partagent ses bien et l'aîné, Pierre, obtient la « maison forte d'Arenthon avec tout son territoire depuis le pont de Boringe jusqu'à la rivière la Borne ».

### Château moderne
Au XVIe siècle, la famille d'Arenthon d'Alex édifie le pavillon de la conciergerie. Le 8 août 1615, la terre d'Arenthon est érigée en baronnie au bénéfice de Philippe de Lucinge.
Elle fait raser le château médiéval en 1628,. La seigneurie d'Arenthon est érigée par le duc, en 1681, en comté.
En 1705, la seigneurie passe par mariage à Édouard de Conzié,. Dans le cadre de la guerre de Succession d'Autriche, Joseph-François se rend, en 1746, en ambassade à Madrid pour essayer d'obtenir du roi Ferdinand VI une amélioration du sort de la Savoie occupée, depuis 1742, par les troupes espagnoles.
Elle passe ensuite avec le château aux Gerbais de Sonnaz,. Ces derniers en sont propriétaires jusqu'en 1921. Le château est vendu par la « baronne de Livet, née de Sonnaz, à M. Dumarais, en 1924 ».

## Description

### Château médiéval
Il ne subsiste aucun vestige du château médiéval. Seuls quelques très petites parties datant du XIIIe siècle notamment dans les passages des  couloirs couverts  extérieurs qui donne à l’arrière du château, un entourage de porte et dans ce même passage les encadrements en pierre  des orifices, qui étaient prévus pour le mécanisme de la fermeture porte cochère du passage ainsi que des parties murales de l’ancien château.

### Château duXVIIesiècle
Le château d'Arenthon date de 1628, selon une inscription sur la façade,. « Pour un château, est presque la jeunesse ! » selon Georges Chapier, auteur de Châteaux savoyards (1961) qui observait qu'il s'agit de l'« un des survivants d'autrefois les mieux conservés du Faucigny. »
L'historien Lucien Guy, dans son ouvrage Les anciens châteaux du Faucigny (1929), en donne la description suivante « un vaste bâtiment d'un seul étage, de forme trapézoïdale, aux ailes ouvertes à angle obtus, orienté face au couchant », percé de plusieurs portes cochères, « à l'intersection du bâtiment principal et de l'aile droite, un passage voûté conduit au parc ». L'aile droite accueillait la cuisine et les dépendances,.
On peut y voir un bel escalier qui mène aux appartements du premier étage,. La chambre dite du Général (de Sonnaz) donnait sur le parc,. Elle est suivie d'une petite chapelle, avec un portrait de saint François de Sales.
Chapier poursuit la description « L'aile gauche, qui comprenait la suite des appartements, est flanquée à l'un de ses angles extérieurs, d'une tourelle ronde qui contient un escalier en colimaçon. Un balcon en encorbellement surmontait le porche de sortie de l'allée du rez-de-chaussée ».
Au bord de l'allée qui mène au château, près de la route, se dresse l'ancienne conciergerie du XVIe siècle, pavillon de style renaissance.
Habitation rurale, lorsque Chapier en fait l'étude, le château accueille « plusieurs habitations » dans les années 1980.